# Бремерхафен (Ледовая арена)
Ледовая арена "Бремерхафен" (нем. Eisarena Bremerhaven), ледовая арена в Бремерхафене Германия.
Ледовая арена была открыта в 2011 году. Стадион вмещает 4422 человек. 
Арена является домашним стадионом клуба Бремерхафен.

## Строительство
Ледовая арена в Бремерхафене, строительство которой было завершено в 2011 году, принимает домашние игры профессиональной хоккейной команды Fischtown Pinguins в DEL. Многие другие хоккейные команды и клубы фигурного катания используют ледовую арену для тренировок и игр.
Со строительством ледовой арены в Бремерхафене был установлен курс на будущее хоккея с шайбой в ганзейском городе. Стадион вмещает 4500 зрителей, VIP-зал, медиа-зону и отвечает всем требованиям Федерации хоккея Германии для первого дивизиона, а также различным требованиям игроков и зрителей. Особой проблемой оказалось кондиционирование катка и вентиляция холлов. Для ледяной поверхности Köster реализовал систему охлаждения, которая работает как теплый пол, но только по обратному принципу. Благодаря специальному предложению, которое значительно снизило затраты, новое строительство стало возможным даже в рамках бюджета.

## Крупнейшие спортивные соревнования
- Континентальный кубок по хоккею с шайбой 2015 Группа B
- Континентальный кубок по хоккею с шайбой 2015 Суперфинал
- Первый дивизион чемпионата мира по хоккею с шайбой среди молодёжных команд 2017 Группа A